# Ckassa
Ckassa — российский сервис онлайн-платежей, а также группа компаний, занимающаяся его развитием.

## История
Под брендом Ckassa работают компании ООО «Биллинговые системы» (основана в 2006 году, разработчик IT-решений инфраструктурного back-end для платежных систем и банков) и ООО «Центральная касса» (основана в 2014 году для работы с b2b и b2c клиентами, не относящимися к банкам и платёжным сервисам, и предоставляющая услуги по приёму платежей и организации платёжных процессов).
Мобильное приложение «Ckassa» выпущено в 2014 году и стало первым разработанным и внедрённым в России сервисом со схемой автоматических P2P-платежей на основе электронных денежных средств в промышленном масштабе на рынке такси. Ckassa предоставила возможность осуществления прямых расчётов по банковским картам между пассажиром и водителем.
В 2015 году выпущены мобильные приложения для iOS и Android.
Сервис используют в первую очередь телеком-операторы и службы такси («TapTaxi», «Такси Мастер», «Uptaxi» и другие) для сборов безналичных платежей. Благодаря этому Ckassa является лидером по интеграции в основные программные комплексы рынка такси в России — 22 технолога (62 % независимого от агрегаторов рынка такси в России).
В 2018 году Ckassa выпустила свыше 20 тысяч банковских карт на базе MasterCard для беспроцентного вывода средств водителями, пользующимися электронным кошельком Ckassa Wallet.
В 2019 году Федеральная налоговая служба аккредитовала сервис для работы с самозанятыми.
В 2020 году было разработано мобильное приложение, позволяющее использовать смартфон на Android с NFC в качестве полноценного банковского терминала оплаты (POS-терминала).
На 2021 год приложение Ckassa установили более 1,5 миллионов пользователей, а платёжные технологии Ckassa интегрированы в продукты многих компаний России и Казахстана.
В 2021 году Ckassa вошла в список 40 крупнейших российских финтех-компаний по выручке и динамике роста.

## Функционал
Продукты Ckassa включают платёжный процессинг, процессинг электронных денежных средств, процессинг банковских карт, мобильные приложения.
Существует четыре пакета сервисов Ckassa: Старт, Драйв, Холдинг, Софт.
Мобильное приложение Ckassa ориентировано на самозанятых и микробизнес, и предназначено для приёма безналичных платежей с мгновенным подключением и без необходимости открытия расчётного счета в банке.
В приложение Ckassa можно оплачивать ЖКХ, штрафы, услуги операторов связи, топливо и другие виды товаров и услуг.
Все сервисы Ckassa поддерживают Google Pay, Apple Pay, СБП и бесплатно для пользователей фискализируют все финансовые операции.